# Tibério Cláudio Pompeiano

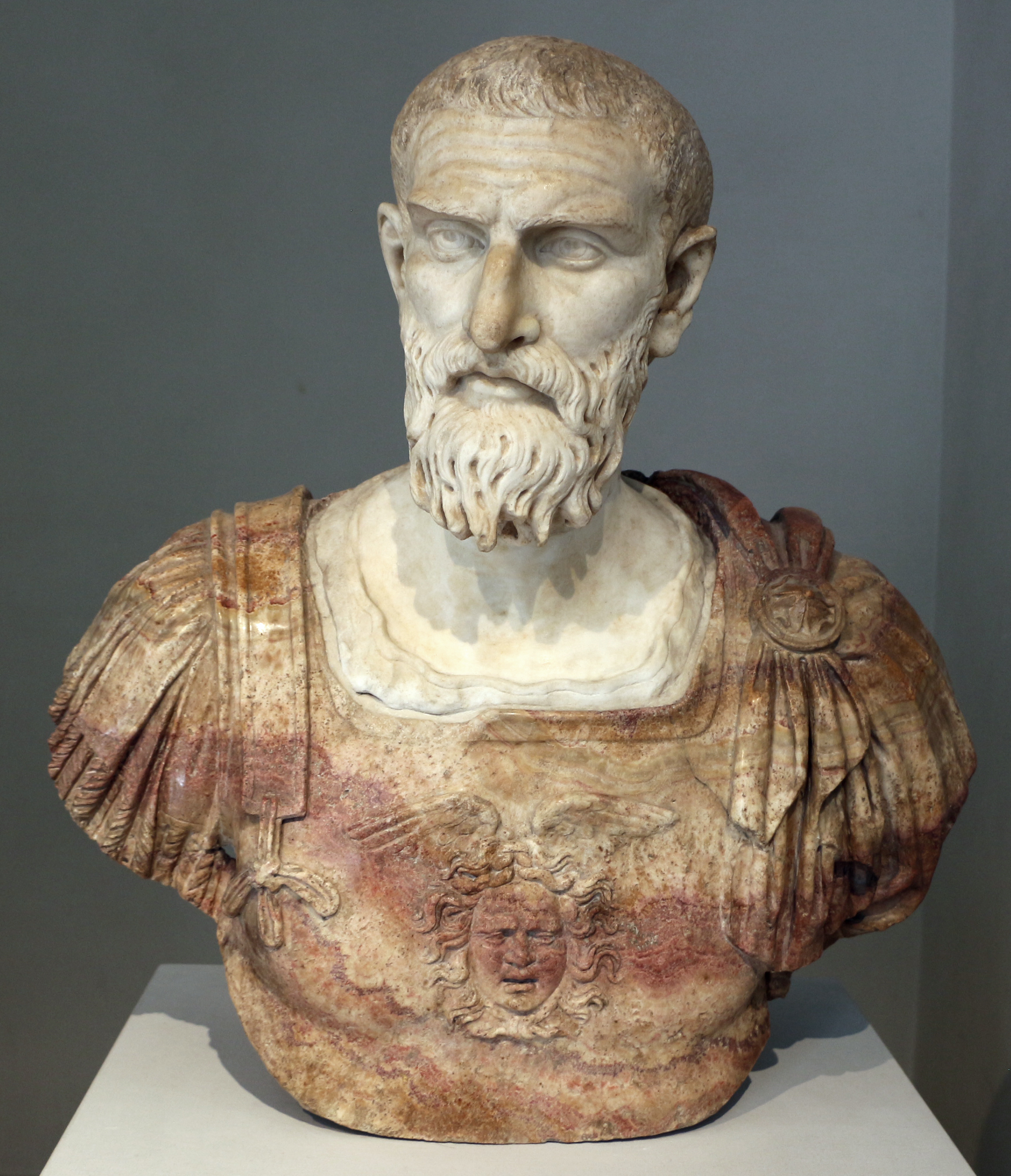
Busto de Tibério Cláudio Pompeiano no Museo Archeologico Nazionale de Veneza.

Tibério Cláudio Pompeiano (em latim: Tiberius Claudius Pompeianus; c. 125–193 (68 anos)) foi um político e comandante militar romano da gente Cláudia. Um general do imperador Marco Aurélio, Pompeiano se destacou nas guerras de Roma contra os partas e marcomanos. Ele era membro da família imperial por conta de seu casamento com Lucila, filha de Marco Aurélio, e foi uma figura chave durante o reinado dele. Pompeiano recebeu ofertas para assumir o trono por três vezes, mas se recusou a aceitá-las.

## Primeiros anos
Um nativo de Antioquia, na Síria romana, Pompeiano teve uma origem relativamente humilde. Seu pai, Tibério Cláudio Quintiano, era um equestre e sua família só recebeu a cidadania romana na época do imperador Cláudio (r. 41-54). O próprio Pompeiano era um homem novo, o primeiro de sua família a chegar ao Senado.
A maior parte da história dos primeiros anos de Pompeiano se perdeu. Sabe-se que ele participou da Guerra romano-parta de 161-166 sob o comando do imperador Lúcio Vero, provavelmente como comandante legionário. Em algum momento antes desta campanha Pompeiano foi elevado ao status de senador. Ele serviu com distinção durante a guerra, o que lhe valeu uma nomeação de cônsul sufecto em 162.

## Guerras marcomanas

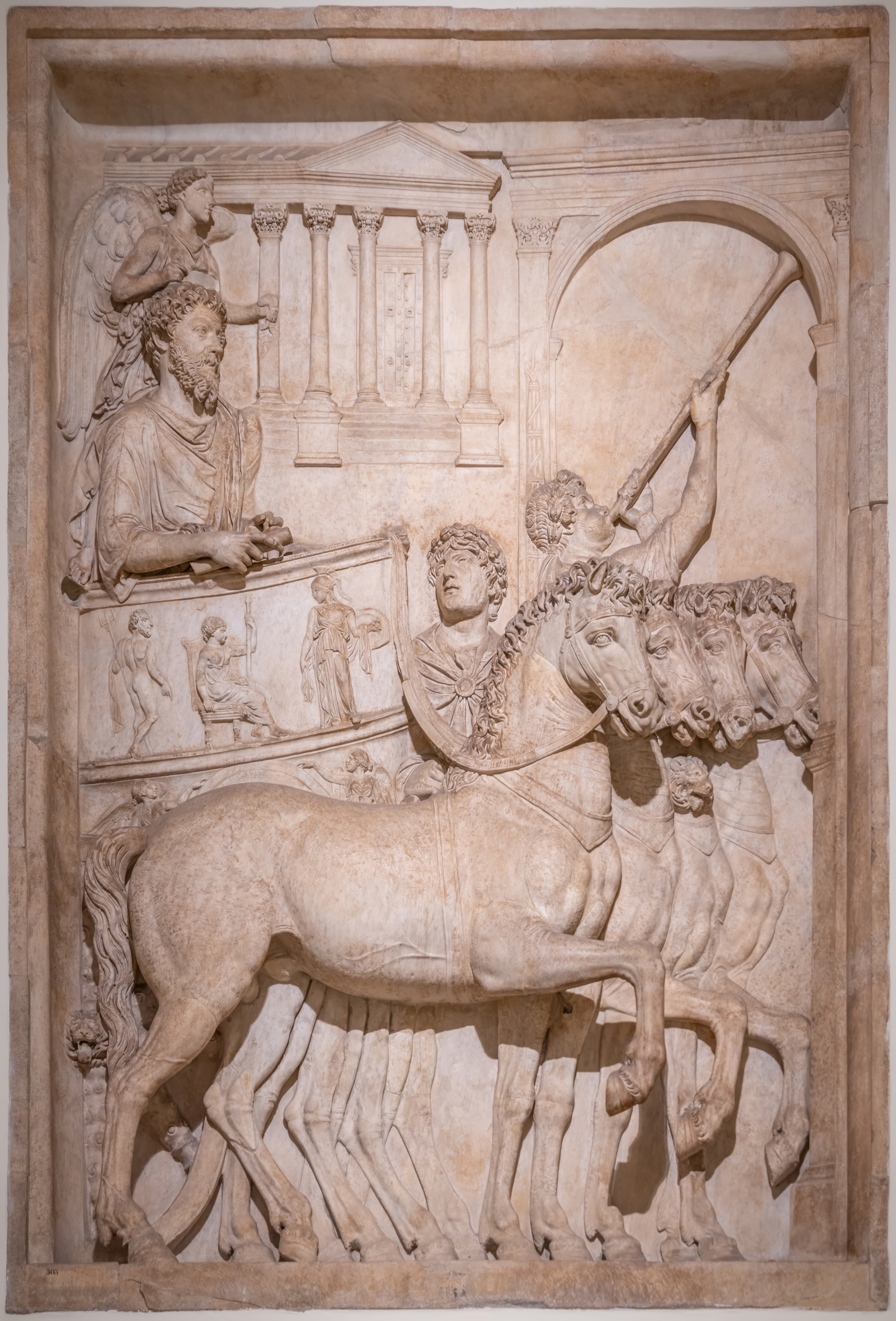
Um dos painéis em alto-relevo do antigo Arco de Marco Aurélio conhecido como "Submissão dos Germânicos". O imperador Marco Aurélio aparece montado a cavalo ladeado por Tibério Cláudio Pompeiano, seu comandante militar.

Depois da campanha parta, o imperador Marco Aurélio nomeou-o governador militar da Panônia Inferior, na fronteira norte do Império junto ao Danúbio, provavelmente servindo na função entre 164 e 168. No final de 166 ou começo de 167, uma força de 6 000 lombardos invadiu a Panônia. Pompeiano derrotou os invasores com facilidade, mas percebeu que esta invasão era apenas a primeira de uma onda migratória muito maior.
No final de 167, os marcomanos invadiram o Império também pela Panônia. Os co-imperadores Marco Aurélio e Lúcio Vero planejaram uma expedição punitiva para expulsá-los de volta para a outra margem do Danúbio, mas, por causa dos efeitos da devastadora Peste Antonina, a expedição foi adiada até o início de 168. Auxiliados por Pompeiano, os dois imperadores conseguiram forçar o recuo dos marcomanos. A habilidade militar de Pompeiano lhe valeram a confiança de Marco Aurélio e Pompeiano rapidamente se tornou um dos conselheiros mais próximos do imperador.
Quando os dois co-imperadores retornavam para seus acampamentos de inverno em Aquileia, Lúcio Vero caiu enfermo e faleceu em janeiro de 169. Depois da morte dele, Marco Aurélio arranjou o casamento de sua filha Lucila, viúva de Lúcio Vero, com Pompeiano. Como genro do imperador, Pompeiano se tornou membro da dinastia nerva-antonina. Marco Aurélio lhe ofereceu o título de césar, o que o marcaria como herdeiro aparente, mas Pompeiano recusou. Ao invés disto, ele foi promovido e passou a atual como principal general romano nas Guerras marcomanas. Sob sua liderança, o senador exilado e antigo companheiro da campanha parta Pertinax foi reconvocado e se juntou ao staff de Pompeiano.
As vitórias de Pompeiano durante as Guerras marcomanas acrescentaram ainda mais à sua já grande reputação e Marco Aurélio lhe conferiu um segundo consulado em 173. Ele participou de várias outras campanhas militares na região do Danúbio e ainda estava na região quando Marco Aurélio faleceu em 17 de março de 180.

## Cômodo
O filho de dezoito anos de Marco Aurélio, Cômodo, cunhado de Pompeiano, foi proclamado imperador. Pompeiano tentou convencer o novo imperador a permanecer na fronteira do Danúbio até a conquista final dos marcomanos, mas Cômodo se recusou e retornou para Roma no outono de 180.
A relação entre o jovem imperador e seu mais experiente general rapidamente se deteriorou. Em 182, Lucila, esposa de Pompeiano e irmã de Cômodo, organizou uma fracassada tentativa de assassinato contra o imperador. Cômodo executou Lucila e outros membros da família dela, mas como Pompeiano não participou da conspiração ele acabou sendo poupado. Depois da conspiração, Pompeiano se retirou da vida pública alegando idade avançada e foi morar em suas terras na Itália. Ele passou a maior parte do restante de sua vida longe de Roma, alegando velhice e uma doença nos olhos como desculpa.

## Últimos anos
Cômodo foi assassinado em 192 por membros de sua própria Guarda Pretoriana. Pompeiano voltou para Roma logo em seguida e reassumiu seu posto no Senado. Pertinax, que era o prefeito urbano na época, ofereceu o trono a Pompeiano, mas ele declinou a oferta. A Guarda Pretoriana então proclamou o próprio Pertinax imperador, mas ele foi assassinado apenas 87 dias depois por tentar impor ordem a esta unidade que já havia muito tempo se comportava como desejava. O senador Dídio Juliano, depois de conseguir o trono subornando os pretorianos, teve dificuldade de conseguir apoio entre as tropas do exército romano. Numa tentativa desesperada de salvar sua vida, Juliano pediu que Pompeiano se tornasse co-imperador com ele, mas a oferta foi novamente recusada. Pompeiano mais uma vez alegou idade avançada e problemas de visão. Juliano acabou sendo executado por ordem de Sétimo Severo depois de governar por apenas 66 dias.
Pompeiano aparentemente faleceu em algum momento em 193. Seus filhos sobreviveram e prosperaram como membros de uma importante família: eram todos netos de Marco Aurélio. O prestígio, porém, era perigoso, pois a nova dinastia severa poderia facilmente identificá-los como uma ameaça. Lúcio Aurélio Cômodo Pompeiano, filho de Pompeiano, foi cônsul em 209, mas acabou assassinado por ordem de Caracala. Outros descendentes seriam cônsules em 231 e 241.

## Cultura popular
Máximo Décimo Merídio, o personagem de Russell Crowe em "Gladiador" (2000) é levemente baseado em Pompeiano.

## Inscrições
- CIL VI, 41120 ;
- CIL XVI, 127 = CIL 03, p 2328,72 = ILSard-01, 00182 = ZPE-133-279 = AE 1898, 00078 = AE 2008, +00022 = AE 2008, +00613;
- CIL III, 8484 = CIL 03, 01790a (p 2328,121) = CIL 03, 06362a = D 03381 = CINar-01, 00011a;
- ILTG, 239 (AE 1934, 96) ;
- Talvez L'Année Épigraphique: AE 1971, 208 ( AE 1974, no. 411)
- PIR C 973